# Neorapana grandis
Neorapana grandis é uma espécie de gastrópode  da família Muricidae.
É endémica de Equador.